# Alfa Romeo 1750

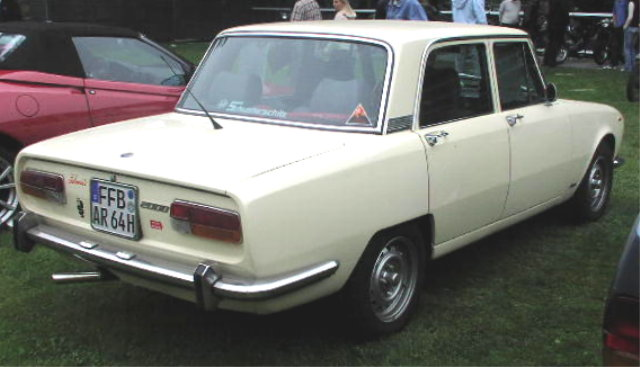
Alfa Romeo 2000 - widok z tyłu

Alfa Romeo 1750, Alfa Romeo 2000 – samochód klasy średniej produkowany w latach 1967–1972 w wersji 1750 oraz w latach 1971-1977 w wersji 2000 przez firmę Alfa Romeo.

## Historia modelu
Alfa Romeo 1750 Berlina sedan została wprowadzona na rynek 1967, w tym samym czasie co 1750 GTV coupè oraz 2000 Spider. Model 1750 zastąpić miał rodzinę 2600 Berlina, Sprint oraz Spider. W przeciwieństwie do 2600, 1750 był mniejszy oraz znacznie tańszy, dzielił także wiele części z innymi samochodami Alfy Romeo.
Wersja 1750 Berlina została oparta na modelu Giulia sedan, który był w tym czasie produkowany. Wyjątkowo na terenie Stanów Zjednoczonych 1750 Berlina zastąpił całkowicie Giulię sedan. W porównaniu z modelem Giulia, model 1750 cechował się dłuższym rozstawem osi oraz nową karoserią. Praktycznie niezmienione pozostało wnętrze, w nowym modelu zastosowano również identyczną szybę przednią jak w poprzedniku. Do napędu służył czterocylindrowy silnik o pojemności 1779 cm³ wyposażony w dwa gaźniki oraz hydrauliczne sprzęgło. Jednostka ta generowała moc 118 KM (w wersji z dwoma podwójnymi gaźnikami bocznossącymi). Wersja przeznaczona na rynek Stanów Zjednoczonych wyposażona była we wtrysk paliwa SPICA. W plebiscycie na Europejski Samochód Roku 1969 samochód zajął 3. pozycję (za Peugeotem 504 i BMW 2500/2800).
W roku 1971 wypuszczono krótką serię 1750 Berlina wyposażonych w 3-biegową automatyczną skrzynię biegów ZF. Model ten otrzymał oznaczenie 1750A Berlina. Powstało około 250 egzemplarzy, do dziś przetrwało niewiele z nich. Skrzynia ta była nieodpowiednia do czterocylindrowego silnika stosowanego w samochodzie - biegi wchodziły ciężko, źle dobrano również przełożenia. Z tego powodu mocno wzrosło spalanie oraz spadło przyspieszenie samochodu.
W roku 1972 seria 1750 została zastąpiona nową rodziną modeli 2000. Powstało około 100 000 egzemplarzy modelu.

## 2000

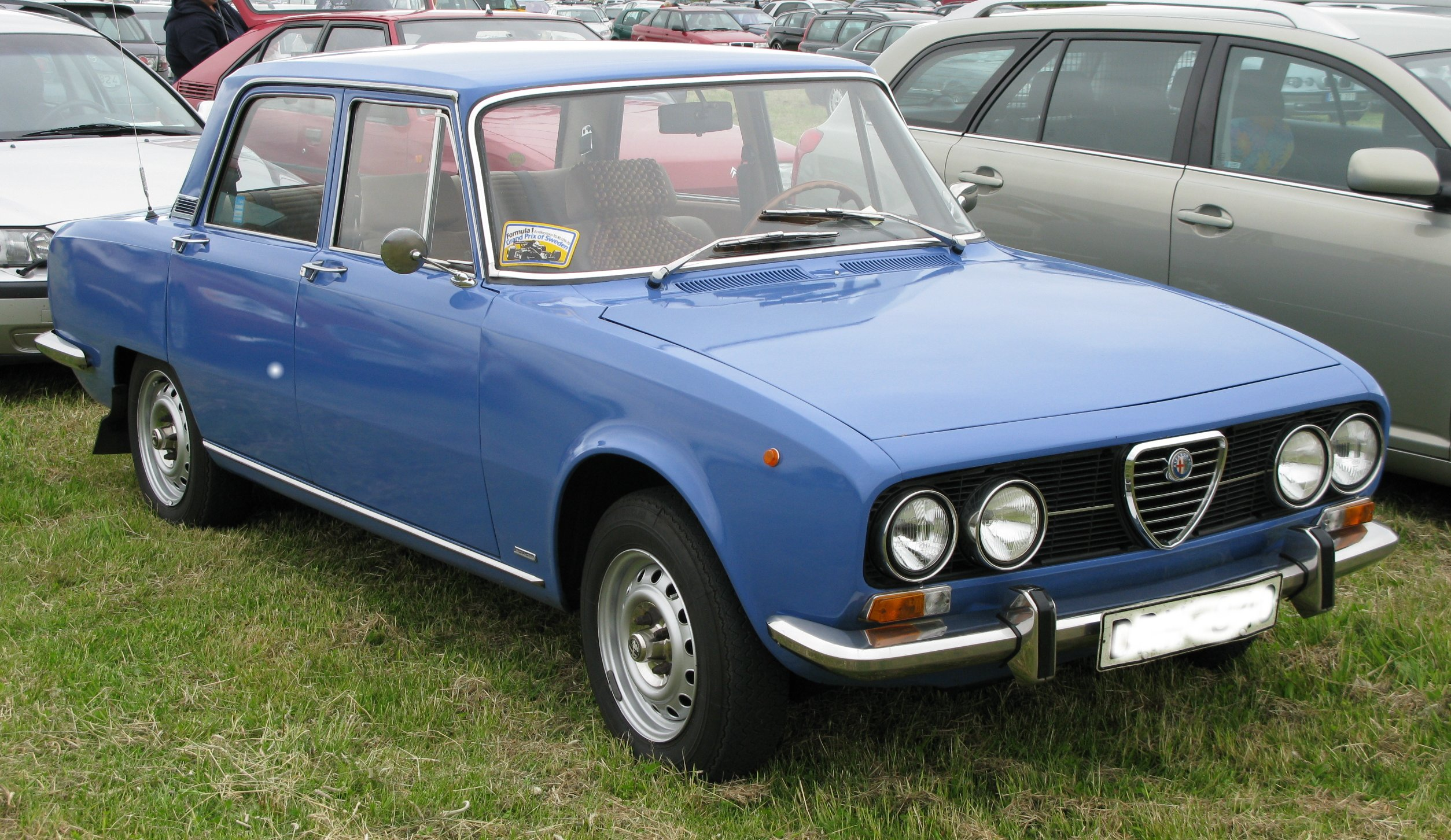
Alfa Romeo 2000 Berlina z 1974 roku

Rodzina modeli 2000 produkowana była w latach 1971-1977. Do napędu służył ten sam silnik co w 1750, powiększono jednak jego pojemność do 1962 cm³. Najłatwiej oba modele można było rozróżnić po wyglądzie przedniego grilla. Wyposażony w dwa gaźniki silnik wytwarzał moc 132 KM. Prędkość maksymalna oscylowała w okolicach 200 km/h, przyspieszenie 0-100 km/h zajmowało samochodowi około 9 sekund. Na terenie USA samochód sprzedawany był z silnikiem wyposażonym w mechaniczny wtrysk paliwa. Moc przenoszona była na koła tylne poprzez 5-biegową skrzynię manualną (występowała także wersja z 3-biegowym automatem). Powstało 89 840 egzemplarzy modelu 2000 Berlina.